# Kultura Glasinac
Kultura Glasinac to kultura epoki brązu występująca na terenie północnych Bałkanów.
Ludność tej kultury zajmowała się głównie pasterstwem zwierząt na terenach górzystych i czasami uprawą ziemi. Zmarli grzebani byli w kurhanach. Pochówki były szkieletów, często bogato wyposażone w broń (najczęściej krótkie trójkątne sztylety), narzędzia i ozdoby. Charakterystyczne jest występowanie w grobach tej kultury elementów charakterystycznych dla kultur środkowej Europy jak i kręgu śródziemnomorskiego np. spinanie odzieży za pomocą szpil (Europa Środkowa) i zapinek (kultury śródziemnomorskie).